# Opsyra
Opsyra là một chi bướm đêm thuộc họ Noctuidae.

## Loài
- Opsyra chalcoela (Hampson, 1902)